# Venturia cephalariae
Venturia cephalariae är en svampart som först beskrevs av Bernhard Auerswald, och fick sitt nu gällande namn av Kalchbr. & Cooke 1880. Venturia cephalariae ingår i släktet Venturia och familjen Venturiaceae.   Inga underarter finns listade i Catalogue of Life.